# Ulysses S. Grant Memorial

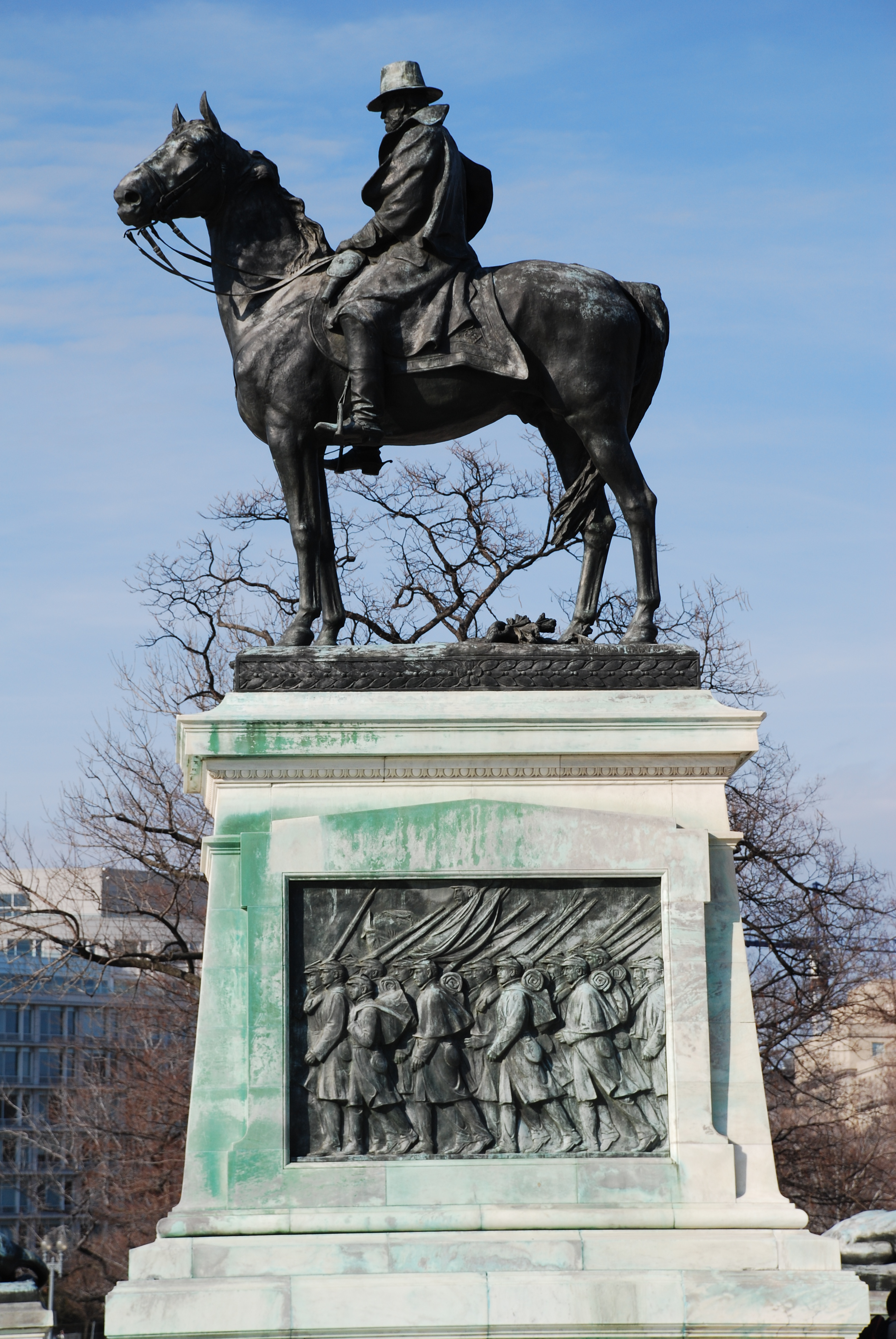
Seitenansicht

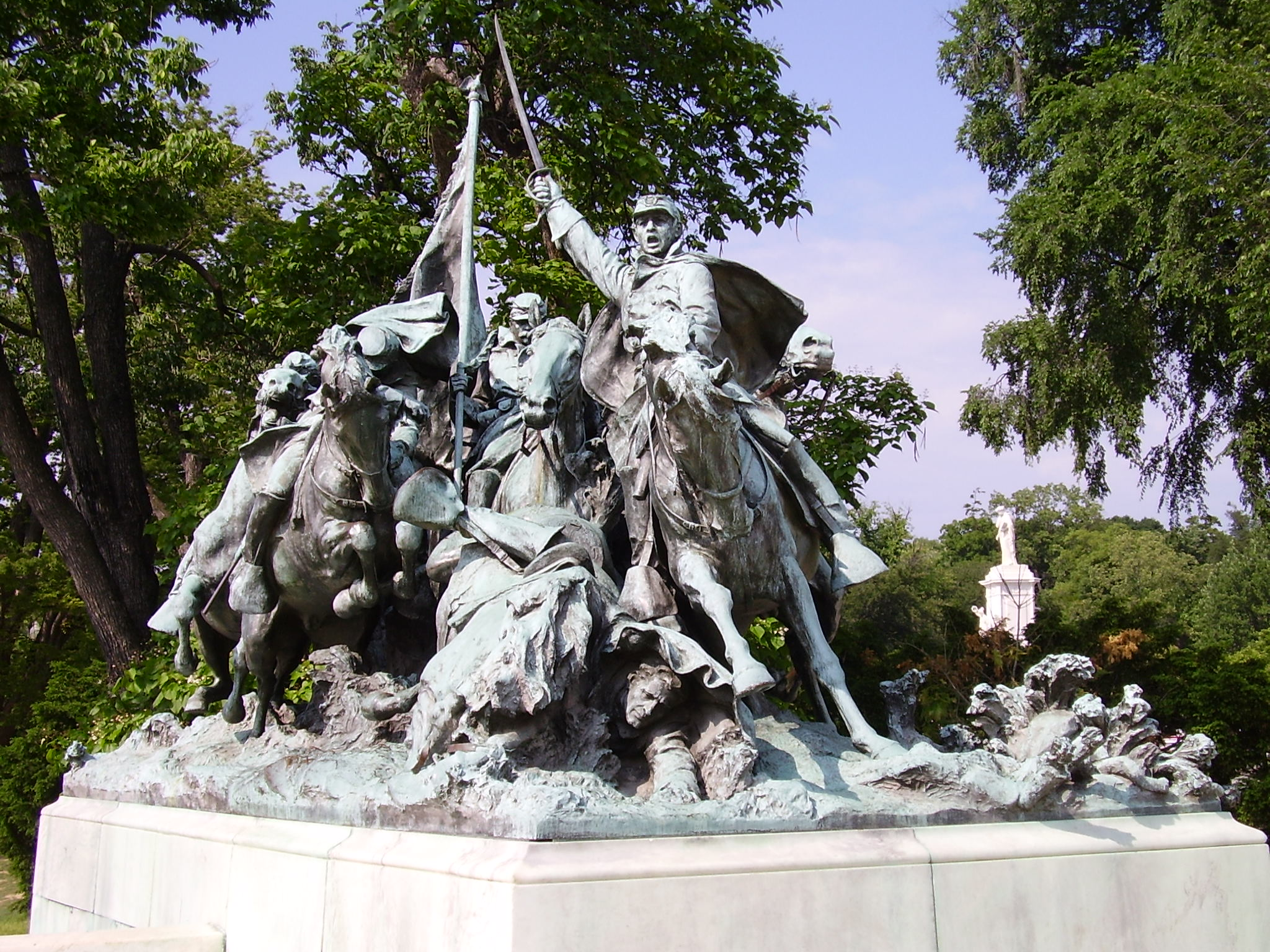
Kavalleristen-Gruppe

Das Ulysses S. Grant Memorial ist ein Presidential Memorial in Washington, D.C. zu Ehren des Sezessionskrieg-Generals und US-Präsidenten Ulysses S. Grant.
Es befindet sich am Fuß des Capitol Hill, zwischen Pennsylvania Avenue und Maryland Avenue, unterhalb der Westfront des Kapitols der Vereinigten Staaten. Die Reiterstatue Grants auf dem Denkmal schaut in Richtung Westen zum Lincoln Memorial um den Präsidenten aus Grants Kriegszeit, Abraham Lincoln, zu ehren. Auf halber Strecke zwischen dem Grant und Lincoln Denkmal, die die östliche und westliche Grenze der National Mall darstellen, befindet sich das Washington Monument. Das Grant Memorial umfasst die zweitgrößte Reiterstatue in den Vereinigten Staaten. James M. Goode schreibt in The Grant Memorial in Washington, D.C., dass es eine der imposantesten Skulpturen in Washington, D.C. darstelle. Die „Society of the Army of the Tennessee“ nahm in den 1890er-Jahren ihre Arbeit auf, aus der Jahrzehnte später die Einweihung des Denkmals resultierte.
Der Bau des Grant Memorial begann 1902 als das größte zu dem Zeitpunkt jemals vom Kongress in Auftrag gegebene Denkmal. Es wurde von dem Bildhauer Henry Merwin Shrady und dem Architekten William Pearce Casey erstellt. In der Endphase der Fertigstellung im Jahr 1921, wurde Shrady vom Bildhauer Edmund Amateis unterstützt. Shrady investierte 20 Jahre seines Lebens in den Bau des Denkmals und starb, gestresst und überarbeitet, zwei Wochen vor der Einweihung im Jahr 1922. Die Plattform des Denkmals besteht aus Vermont-Marmor, ist 77 m lang und 22 m breit, es ist in drei Abschnitte unterteilt. Auf dem Denkmal in der Mitte der Gedenkstätte befindet sich auf einem 6,91 m hohen Marmorsockel eine fast fünf Tonnen schwere und 5,23 m hohe Reiterstatue, die Grant auf seinem Pferd Cincinnati darstellt. Grant wird auf beiden Seiten von kämpfenden Artillerie- und Kavallerieeinheiten des Unionsheers flankiert. Das Reiterdenkmal ist von vier kleineren Skulpturen eingerahmt, die jeweils einen Bronzelöwen darstellen, der eine Flagge der Vereinigten Staaten und eine der Unionsarmee bewacht. Das Denkmal war die größte Bronzeskulptur in den Vereinigten Staaten zu jener Zeit.
Ein auffälliges Merkmal der zentralen Statue ist Grants ruhige, fast unzufriedene Haltung inmitten der tobenden Kämpfe um ihn herum. Dies ist nicht verwunderlich, weil Grant für seine Ruhe und Kaltblütigkeit im Kampf bekannt war. Im scharfen Kontrast dazu zeigen die Figurengruppen an den Seiten „mehr dramatisches Interesse und Spannung als alle Skulpturen in der Stadt und in der Tat, in der Nation“. Die Artillerie-Gruppe im Süden zeigt drei Artilleristen auf einer Protze mit angehängter Kanone, die von drei Pferden gezogen wird. Rittlings auf dem linken Pferd sitzt der Standartenträger, der eine scharfe Rechtswendung anzeigt. Obwohl beim rechten Pferd ein Zügel gerissen ist, ist dieses noch in der Lage, dem Kurswechsel zu folgen. Im Norden sieht man sieben Kavalleristen im Kampfeinsatz. Das Pferd auf der rechten Seite ist gestürzt und der Reiter, der Shrady nachempfunden ist, wird von den heranstürmenden Pferden zertrampelt.
Die Bauarbeiten auf dem Gelände der Gedenkstätte begannen 1909 mit der Installation der Marmorfläche und der vier Bronzelöwen. Die Artillerieeinheit wurde 1912, die Kavallerieeinheit 1916 und die bronzene Reiterstatue von Grant 1920 aufgestellt. Die Gedenkstätte wurde am 100. Geburtstag von Grant, dem 27. April 1922, eingeweiht. Da Shrady gestorben war, wurde die Tafel mit der Darstellung der Infanterie am Sockel des Reiterstandbildes vom Bildhauer Sherry Fry nach Shradys Skizzen fertiggestellt und 1924 angebracht. Das Grant Memorial bildet die Mitte einer dreiteiligen Denkmalgruppe mit dem James A. Garfield Monument im Süden und dem Peace Monument im Norden.